# Самгородоцький район
Самгородоцький райо́н — колишній район Бердичівської округи, Вінницької області.

## Історія
Утворений як Самгородський район 7 березня 1923 року з центром у с. Самгородок в складі Бердичівської округи Київської губернії на базі Самгородоцької та Спичинецької волостей Бердичівського повіту. Район мав площу площу 403,6 км², населення 30861 чол., до складу району входило 17 сільських рад, усього було 49 населених пунктів.
17 червня 1925 року район було ліквідовано, територія увійшла до складу Козятинського району.
1939 р. було відновлено Самгородоцький район у складі Вінницької області.
Під час німецької окупації район входив до Козятинської округи.
Ліквідований 28 листопада 1957 з віднесенням території до Козятинського району.

## Адміністративний поділ
Станом на 1.9.1946 р. район поділявся на 24 сільські ради: Блажіївська, Великостепська, Вівсяницька, Вікторівська, Воскодавинська, Губинська, Дубово-Махаринецька, Журбинецька, Збаразька, Зозулинецька, Йосипівська, Кордишівська, Королівська, Лозівська, Лопатинська, Миколаївська, Михайлівська, Муховатська, Прушинська, Рубанська, Самгородоцька, Сошанська, Флоріянівська, Широко-Гребельська.